# Lem B. Parker
Lemuel Parker, connu sous le nom Lem B. Parker (né en 1865 et mort le 3 avril 1928 à Amarillo, au Texas) est un réalisateur, scénariste et acteur américain.

## Biographie
Lem B. Parker fut l'époux de Minnie Dixon, jusqu'à sa mort, d'une crise cardiaque, en 1928.

## Filmographie

### Comme réalisateur
- 1912 : The House of His Master
- 1912 : Into the Genuine
- 1912 : A Detective's Strategy
- 1912 : Tempted by Necessity
- 1912 : Her Educator
- 1912 : Saved by Fire
- 1912 : When Helen Was Elected
- 1912 : The Vintage of Fate
- 1912 : The Millionaire Vagabonds
- 1912 : Harbor Island
- 1913 : The Lipton Cup: Introducing Sir Thomas Lipton
- 1913 : A Little Child Shall Lead Them
- 1913 : The Governor's Daughter
- 1913 : Her Only Son
- 1913 : Two Men and a Woman
- 1913 : The Spanish Parrot Girl
- 1913 : Diverging Paths
- 1913 : Love Before Ten
- 1913 : Margarita and the Mission Funds
- 1913 : The Hoyden's Awakening
- 1913 : With Love's Eyes
- 1913 : The Tie of the Blood
- 1913 : The Burglar Who Robbed Death
- 1913 : A Welded Friendship
- 1913 : Her Guardian
- 1913 : Lieutenant Jones
- 1913 : The Tattle Battle
- 1913 : The Leopard Tamer
- 1913 : The Stolen Melody
- 1913 : Indian Summer
- 1913 : The Girl and the Judge
- 1913 : Woman: Past and Present
- 1913 : Dad's Little Girl
- 1913 : A Western Romance
- 1913 : The Reformation of Dad
- 1913 : The Tree and the Chaff
- 1913 : Man and His Other Self
- 1913 : The Mansion of Misery
- 1913 : The Child of the Sea
- 1913 : Sissybelle
- 1913 : The Missionary and the Actress
- 1913 : Only Five Years Old
- 1913 : The Tide of Destiny

### Comme scénariste
- 1912 : Saved by Fire
- 1912 : When Helen Was Elected
- 1912 : The Millionaire Vagabonds
- 1913 : The Lipton Cup: Introducing Sir Thomas Lipton
- 1913 : Two Men and a Woman (+ histoire)
- 1913 : Her Guardian
- 1913 : The Girl and the Judge
- 1913 : Woman: Past and Present
- 1913 : Man and His Other Self
- 1913 : The Mansion of Misery

### Comme acteur
- 1912 : Harbor Island
- 1912 : Tempted by Necessity
- 1913 : The Governor's Daughter